# 次毫米波天文學

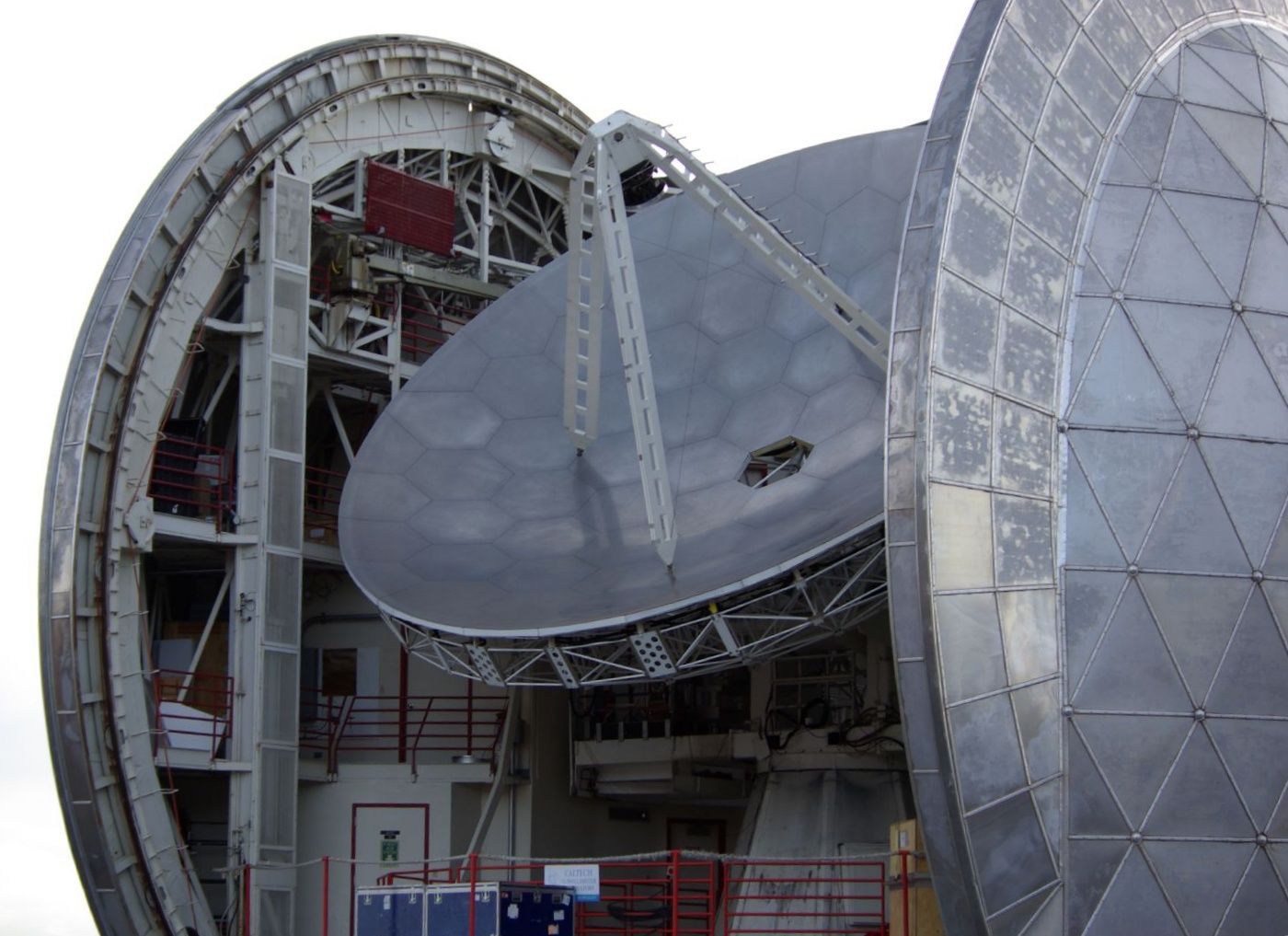
加州理工學院次毫米天文台

次毫米波天文學（Submillimetre astronomy）是觀測天文學的一個分支，在電磁波中的次毫米波長下進行研究。天文學家將次毫米波段置於遠紅外線和微波波段之間，通常取值在幾百微米到一毫米之間。在次毫米天文學中，用「微米」來表示波長仍然很常見。
次毫米觀測可用於追蹤氣體和塵埃的排放，包括CI、CO和CII線，來源包括分子雲和暗星雲核心，透過確定暗星雲中的化學豐度及其組成分子的冷卻機制，可以用來闡明從最早的坍縮到恆星誕生形成過程。其他來源包括原行星盤、早期宇宙中的塵埃星暴星系、活動星系核周圍的環境，以及宇宙微波背景中的次級各向異性。
次毫米觀測已被用來限制行星、恆星和星系的形成和演化模型。透過研究宇宙微波背景輻射的前景元素和超大質量黑洞周圍的環境，次毫米天文學也可以用來約束量子重力模型，並研究重力波和相對論中微子在早期宇宙中的作用。值得注意的是，事件視界望遠鏡於2020年利用電波和遠紅外線觀測拍攝到了第一張黑洞影像，它也在870μm的次毫米範圍內進行了特長基線干涉測量法觀測。